# Eptesicini
Eptesicini es una tribu de quirópteros, de la familia Vespertilionidae.

## Géneros y subgéneros
- Género - Arielulus, Hill y Harrison, (1987).

- - Eptesicus, Rafinesque, (1820).

- Subgénero - Eptesicus (Eptesicus), Rafinesque, (1820).
- Subgénero - Eptesicus (Rhinopterus), Miller, (1906).

- - Hesperoptenus, Peters, (1868).

- Subgénero - Hesperoptenus (Hesperoptenus), Peters, (1868).
- Subgénero - Hesperoptenus (Milithronycteris), Hill, (1976).